# Demofoonte (Gluck)

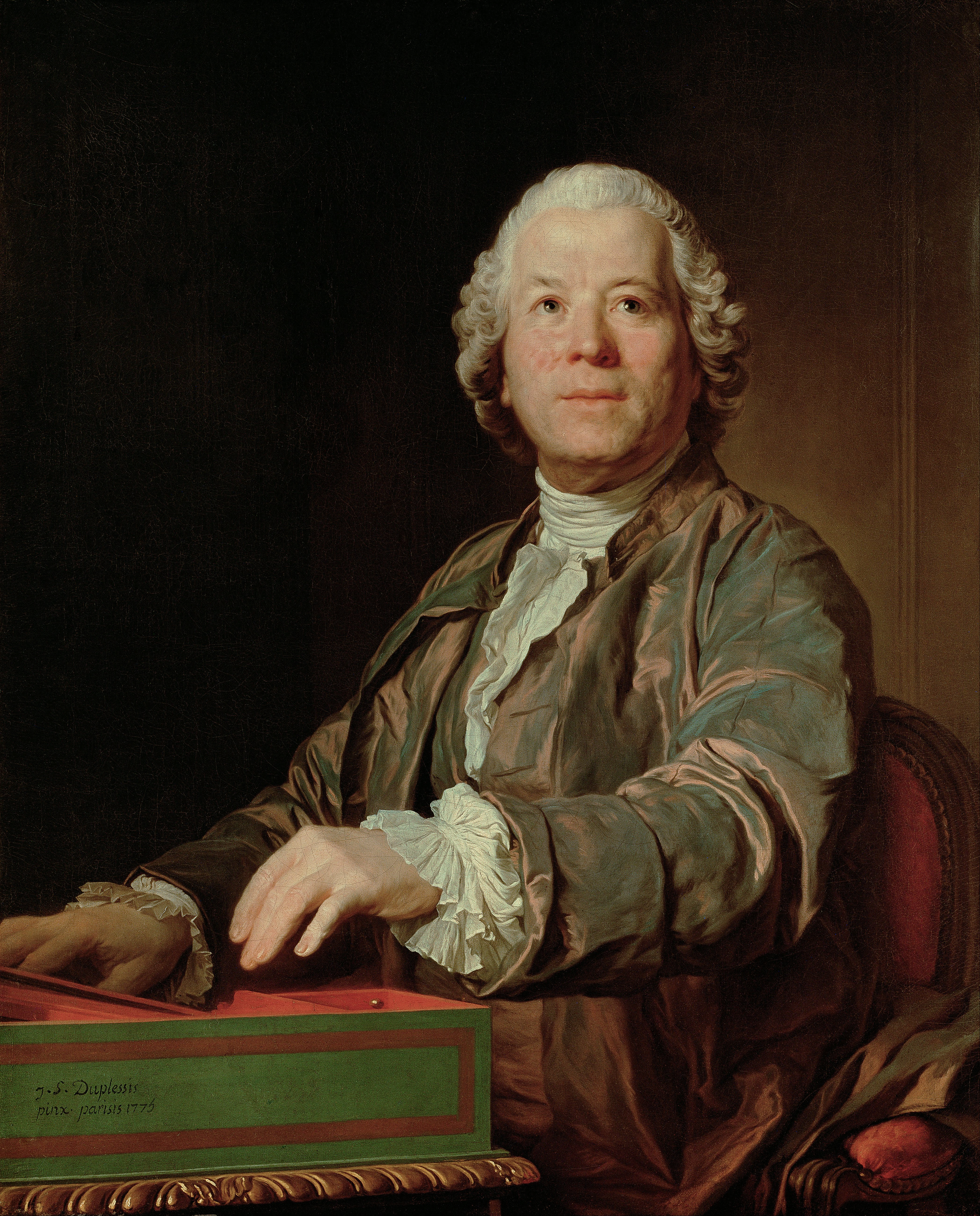
Christoph Willibald Gluck.

Demofoonte är en opera (dramma per musica) i tre akter med musik av Christoph Willibald Gluck och libretto av Pietro Metastasio.

## Historia
Demofoonte var Glucks tredje opera och den första bevarade i sin helhet, även om ouvertyren, en aria och recitativen saknas. Operan hade premiär den 6 januari 1743 på Teatro Regio Ducal i Milano.

## Personer
- Demofoonte (kastratsångare)
- Adrasto (tenor)
- Matusio (bas)
- Creusa (sopran)
- Dircea (sopran)
- Cherinto (kastrat)
- Olinto (kastrat)
- Timante (kastrat)

## Handling
Varje år offras ett människooffer till guden Apollon. Kung Demofoonte av Thrakien har valt ut den unga Dircea till årets offer. Dircea har i hemlighet gift sig med Demofoontes son Timante trots att kungen redan har sett ut prinsessan Creusa som sonens brud. När Demofoonte får reda på sonens hemliga äktenskap ändrar han sig tack vare Creusas ingripande. Hon gifter sig i stället med Timantes yngre bror.